# Nya Hebriderna
Nya Hebriderna är en ögrupp som var ett brittisk-franskt kondominatområde i Stilla havet. Det fanns åren 1906-1980, efter att både Storbritannien och Frankrike visat intresse sedan James Cook besökt öarna under 1700-talet. Med kondominatet delades öarna upp i två kulturer, en engelskspråkig och en franskspråkig. När kondominatet upphörde skapades i stället Republiken Vanuatu. 
Området består huvudsakligen av vulkaniska öar omgivna av korallrev.

## Politik och ekonomi
Styrelseformen, med två stormakter som delade makten, var unikt för den koloniala världen. Tre separata statsförvaltningar fanns, en brittisk, en fransk och från 1975 valdes även en gemensam. Det fanns två rättssystem, även om polisstyrkan officiellt var gemensam.
Det gemensamma styret, som bestod av både lokalbefolkning och europeiska statstjänstemän, hade bland annat hand om posten, allmänradion, infrastrukturen och folkräkningar.